# Ancylostoma braziliense
Ancylostoma braziliense je druh měchovce vyskytující se v Brazílii, Oceánii, Indonésii, Indii a na Filipínách. Je to endoparazit žijící v tenkém střevě koček a psů. Je nejčastější příčinou onemocnění larva migrans u člověka.

## Morfologie
Má výrazný pohlavní dimorfismus: samci dosahují rozměrů 7–9 mm, spikuly bursy copulatrix nacházející se na konci těla jsou dlouhé 0,8mm. Bursa copulatrix je složená z tří laloků; z nichž jsou dva v laterální pozici a jeden v pozici dorzální. Laterální laloky jsou větší. V ústní kapsuli se nachází tuberkulární výběžek a důležitým znakem pro rozlišení druhu je přítomnost jednoho páru zubů v ústní kapsuli. Samice měří 8,5–12 mm. Vajíčka jsou eliptická, tenkostěnná a velká 65 × 32 µm , což je činí menšími než vajíčka jiných druhů rodu Ancylostoma.
V minulosti pod tento druh spadaly dva druhy, k jejichž rozlišení došlo v roce 1951: druh Ancylostoma ceylanicum má větší larvy III. stadia a jejích migace probíhá pomaleji. Rovněž byly schopny dokončit svůj vývojový cyklus, tzn. že člověk pro něj nebyl tzv. dead-end hostitel – infikovaní dobrovolníci pociťovali kromě kožních projevů po 15-20 dnech i trávicí potíže. Přítomnost vajíček ale vyšetřena nebyla.

## Životní cyklus
Jedná se o geohelminta: Vajíčka se z trusu dostávají na povrch půdy obvykle ve stádiu 4 blastomer. Pokračování ontogeneze je závislé na přítomnosti kyslíku, vlhkosti a teploty. Všechna larvální stadia jsou citlivá na přímé slunečné záření. Larvy I. stádia mající rhabditiformní hltan se živí půdními bakteriemi a bakteriemi z exkrementů. Po 24 hodinách svlékají svou kutikulu, čímž se stávají larvami II. stadia, které mají podobnou ekologii jako larvy I. stádia. Po dalších svlékáních dochází k transformaci hltanu na filariformní a zmenšení velikosti těla, což je charakteristické pro larvy III. stadia, které jsou infekční. Pro toto stadium je také typické nepřijímání potravy a aktivní vyhledávání hostitele: negativní geotaxe, tj. vylézají na povrch předmětů směrem vzhůru a rovněž reagují chemotakticky na teplo a oxid uhličitý. Po nalezení hostitele pronikají jeho pokožkou tak, že vylučují hyalurodinázu a proteolytické enzymy, čímž narušují integritu tkáně. Mohou se vyskytovat v pokožce, mazových žlázách nebo vlasových folikulech, primárně však směrují do škáry. Cévním řečištěm se dostávají do plic, kde se přechodem přes plicní alveoly dostávají drážděním výstelky a s pomoci řasinek do horních dýchacích cest, kde může dojít ke spolknutí, čímž se larva dostává do tenkého střeva, kde se ústní kapsulí přichytí k sliznici a po dvou svlékáních dospívá. Je možná i perorální infekce, a to pozřením larvy III. stadia . Ty potom migrují buď klasicky, hematogenně přes sliznici dutiny ústní, nebo přes trávicí soustavu do tkáně stěny střeva, kde se po svlékání vracejí do jeho lumenu. Živí se krví. Samci produkují inhibitory proteázy, jejichž úloha není známá, předpokládá se však, že mají vliv na přežití uvnitř hostitele. Rozmnožují se pohlavně. Samice je schopná klást vajíčka po 14 dnech od infikování hostitele. Dospělci žijí průměrně 5–15 let.

## Patologické projevy u člověka, epidemiologie
Vlivem opakovaného zavodňování plantáží batátů, kávovníku, tabáku, rýže a kukuřice se vytvářejí optimální podmínky pro vývin larev. Rovněž pracovníci těchto plantáží obvykle využívají pravidelně jedno místo na defekaci, což zvyšuje riziko reinfekce, jelikož jsou to často místa ve stinných oblastech a bakterie v exkrementech slouží larvám jako potrava. Jako rizikové faktory pro infekci jsou popsány: defekace v blízkosti ubikací, používání čerstvého trusu ke hnojení, chůze na boso, hliněná podlaha chatrčí.
Člověk není definitivním hostitelem sensu stricto, jelikož v něm larvy nejsou obyčejně schopny dosáhnout dospělosti. Infekce se projevuje tak, že v kůži tvoří červené chodbičky, které silně svědí; začíná být symptomatická až při snaze larvy proniknout do kapiláry. Larvy nejčastěji pronikají přes pokožku dolní končetiny. Infekce se projevuje také eosinofilií. larvy po několika měsících hynou, jelikož nejsou schopny proniknout stratum germinativum. Někdy se však dostávají do svalových vláken, kde jsou dormantní. Tento fenomén je u čeledí Trichostrongylidae a Ancylostomatidae, kam patří i tento druh, označován jako hypobióza. Hypotéza tvrdí, že na základě externích faktorů takto může být prodloužena prepatentní perioda na období, které bude příznivější pro reprodukci: například blížící se porod nebo laktace u hostitele. Je možný i výskyt prchavých infiltrátů v plicích – potom jsou častou komorbiditou bakteriální pneumónie. Infekce může způsobit oslabení, které se projevuje vyšší náchylnosti k jiným nemocem, např. výskyt pelagry je u infikovaných šestinásobně vyšší než u běžné populace. Jednou z příčin může být vylučování faktoru inhibujícího neutrofily, což je typické pro rod Ancylostoma. Invadující larvy byly nesprávně označovány jako jiný druh, Agamonematodum migrans.  K terapii jsou užívana antihelmintika jako diethylkarbamazin a thiabendazol. U lidí europoidní rasy je vyšší prevalence onemocnění.

## Prevence
Je možná ve vícero liniích: Zvýšení hygienického standardu, čímž rozumíme vybudování toalet nebo latrín, omezení geofágie, používání výhradně kompostovaného hnoje, který je směsí vícero materiálů a neobsahuje pouze trus, protože moč vlivem své pH usmrcuje vajíčka. Dále úprava stávajících záchodů tak, že budou mít vybetonovanou podlahu, která je čištěna 30% roztokem soli, jelikož sůl znemožňuje líhnutí se vajíček a zabíjí larvy. Rovněž je pro snižování výskytu potřebné léčit infikované kočky a psy (odčervení), jejichž výkaly se vajíčka nejčastěji šíří.